# Rue André-Gill
La rue André-Gill est une voie du 18e arrondissement de Paris, en France.

## Situation et accès
La rue André-Gill est une voie publique située dans le 18e arrondissement de Paris. Elle débute au 76, rue des Martyrs et se termine en impasse. Cette rue très courte a une longueur d'une quarantaine de mètres.

## Origine du nom

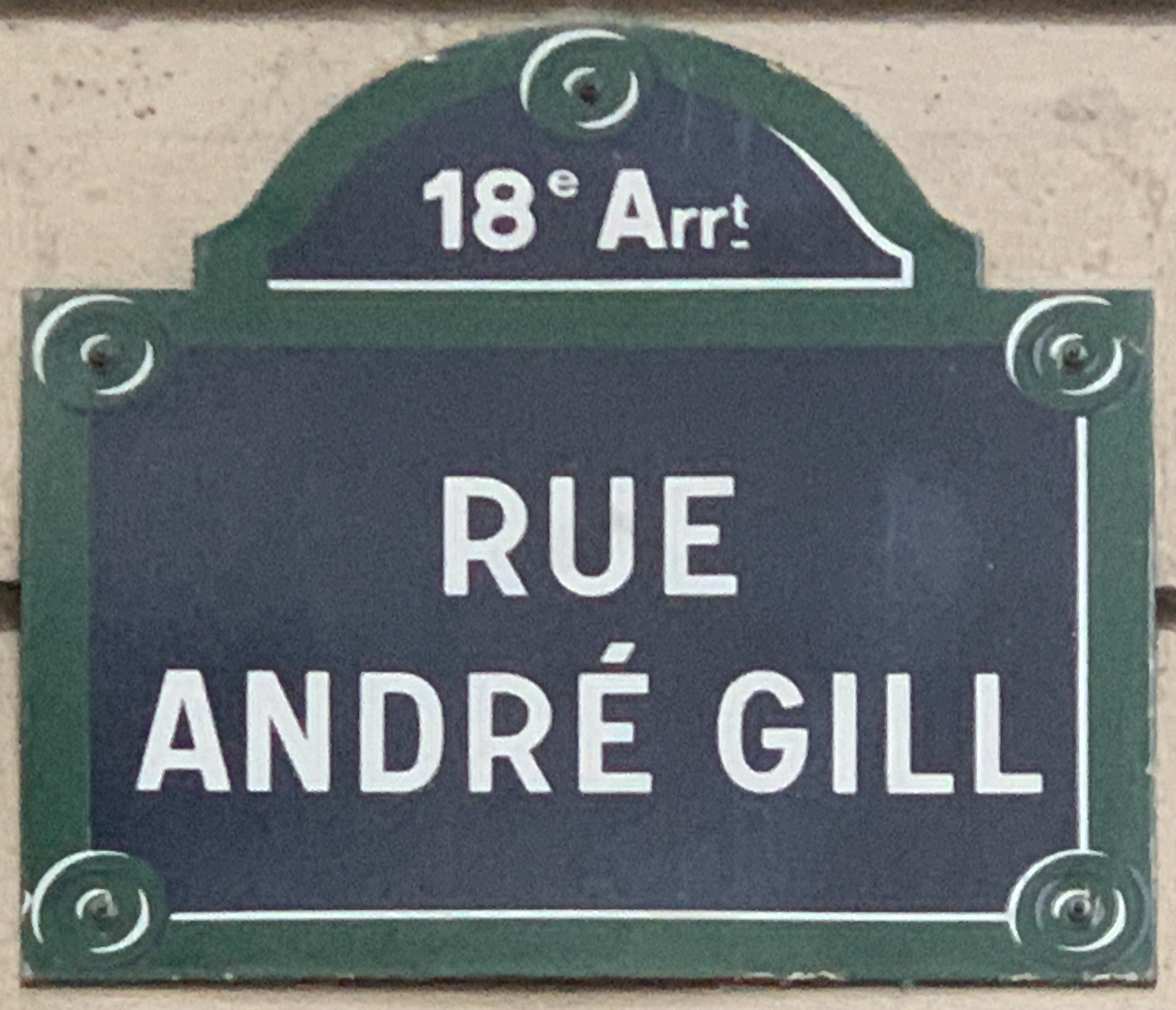
Plaque de la rue.

La rue porte le nom d'André Gill, caricaturiste, artiste peintre et chansonnier français du XIXe siècle.

## Historique
Cette voie est ouverte par M. Voitier sous sa dénomination actuelle en 1894. Elle est classée dans la voirie parisienne par un arrêté du 2 mai 1968.